# 테르모프로테우스 테낙스
테르모프로테우스 테낙스는 테르모프로테우스속에 속하는 한 종이다.